# Église Saint-Stanislas-des-Polonais de Rome
 (avril 2025).
L'Église Saint-Stanislas-des-Polonais (en italien : église Santo Stanislao dei Polacchi) est une église située à Rome dans le rione de Sant'Angelo, sur la via delle Botteghe Oscure. Elle est dédiée au saint patron de la Pologne, Stanislas de Szczepanów.

## Historique
La première église est construite au XIIe siècle sur les ruines du cirque Flaminius sous le nom de San Salvatore in pensilis de Sorraca selon divers documents. Le pape Grégoire XIII concède l'église au cardinal polonais Stanislao Osio qui décide en 1580 de reconstruire totalement l'édifice sous le nom de Santo Stanislao dei Polacchi la faisant devenir église nationale de Pologne à Rome. L'église est profondément restructurée au XVIIIe siècle ainsi que les bâtiments adjacents.

## Architecture
La façade de Francesco Ferrari date de 1735 et l'église est à nef unique. La voûte possède une peinture de la Gloire de Saint Stanislas par Ermenegildo Costantini. Le maître-autel accueille une toile de Jésus avec les Saints Stanislas et Jacynthe par Antiveduto Grammatica (fin du XVIe siècle). D'autres œuvres d'artistes polonais se trouvent dans l'église, ainsi que les fresques du peintre silésien Tadeusz Kuntze.

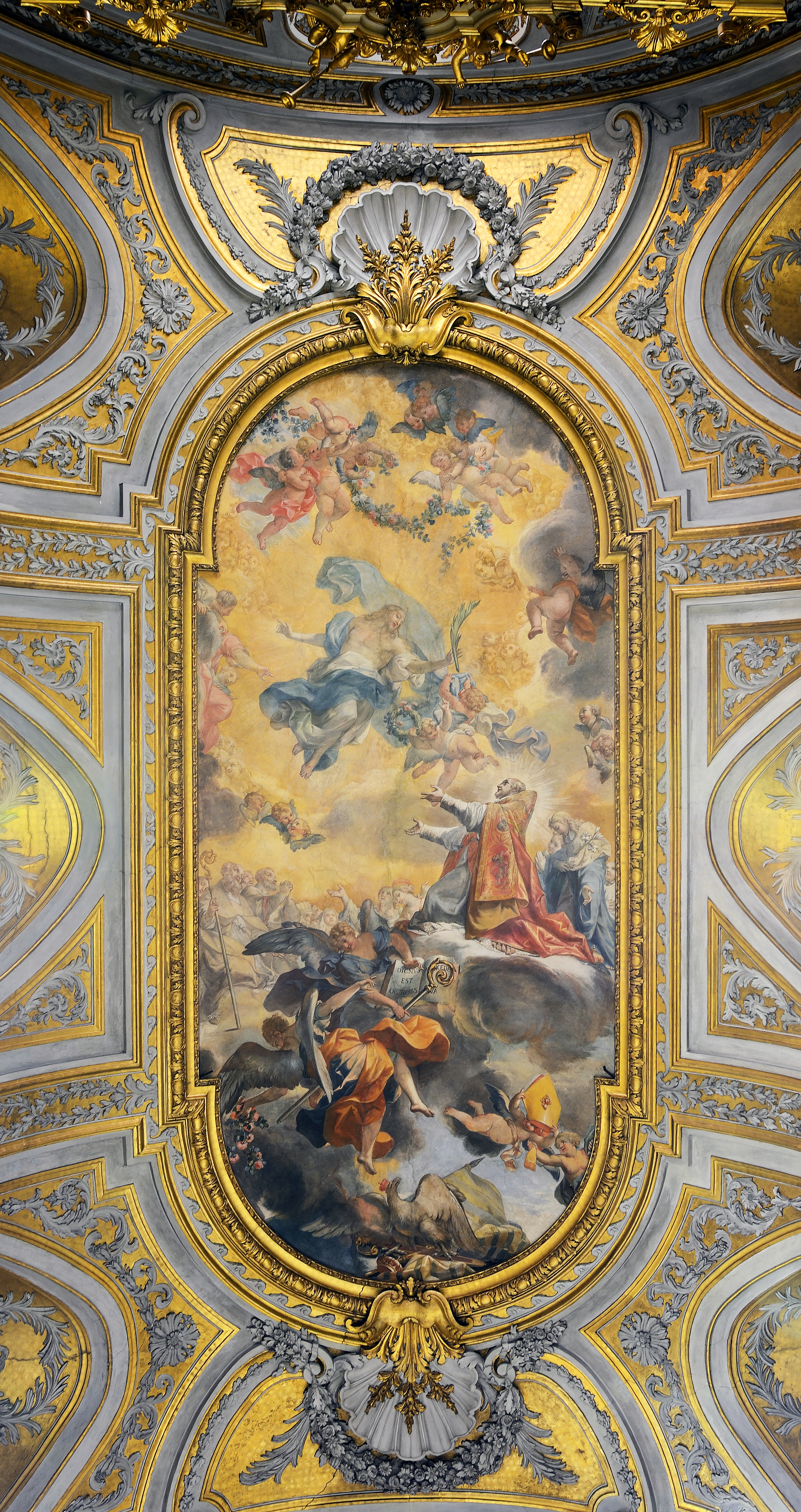
Gloire de Saint Stanislas par Ermenegildo Costantini